# RX J0822-4300
RX J0822-4300, a menudo denominado "Bola de Cañón Cósmica", es una estrella de neutrones radiosilenciosa que actualmente se aleja del centro de la remanente de supernova, Puppis A, a más de 5.400.000 km/h (1500 km/s; ~0.5% de la velocidad de la luz), por lo que es una de las estrellas de movimiento más rápido que se haya encontrado. Los astrónomos utilizaron el Observatorio de rayos X Chandra de la NASA para observar la estrella durante un período de cinco años para determinar su velocidad. A esta velocidad, la estrella será expulsada de la galaxia dentro de millones de años.
Aunque la bola de cañón cósmica no es la única estrella híper-veloz descubierta, es única en el origen aparente de su velocidad. Otros pueden haber derivado los suyos de un tirachinas gravitatorio alrededor del presunto agujero negro supermasivo de la Vía Láctea, Sagittarius A*. Las teorías actuales no explican cómo pueden alcanzarse tales velocidades a partir de una explosión de supernova. Podría ser una posible estrella de quarks.
Sin embargo, un análisis más reciente (2012) del mismo grupo arrojó una velocidad de retroceso más modesta de 672±115 km/s, que es mucho menos problemática teóricamente.